# Octomeria aloefolia
Octomeria aloefolia là một loài lan đặc hữu của miền đông Brasil.

## Hình ảnh

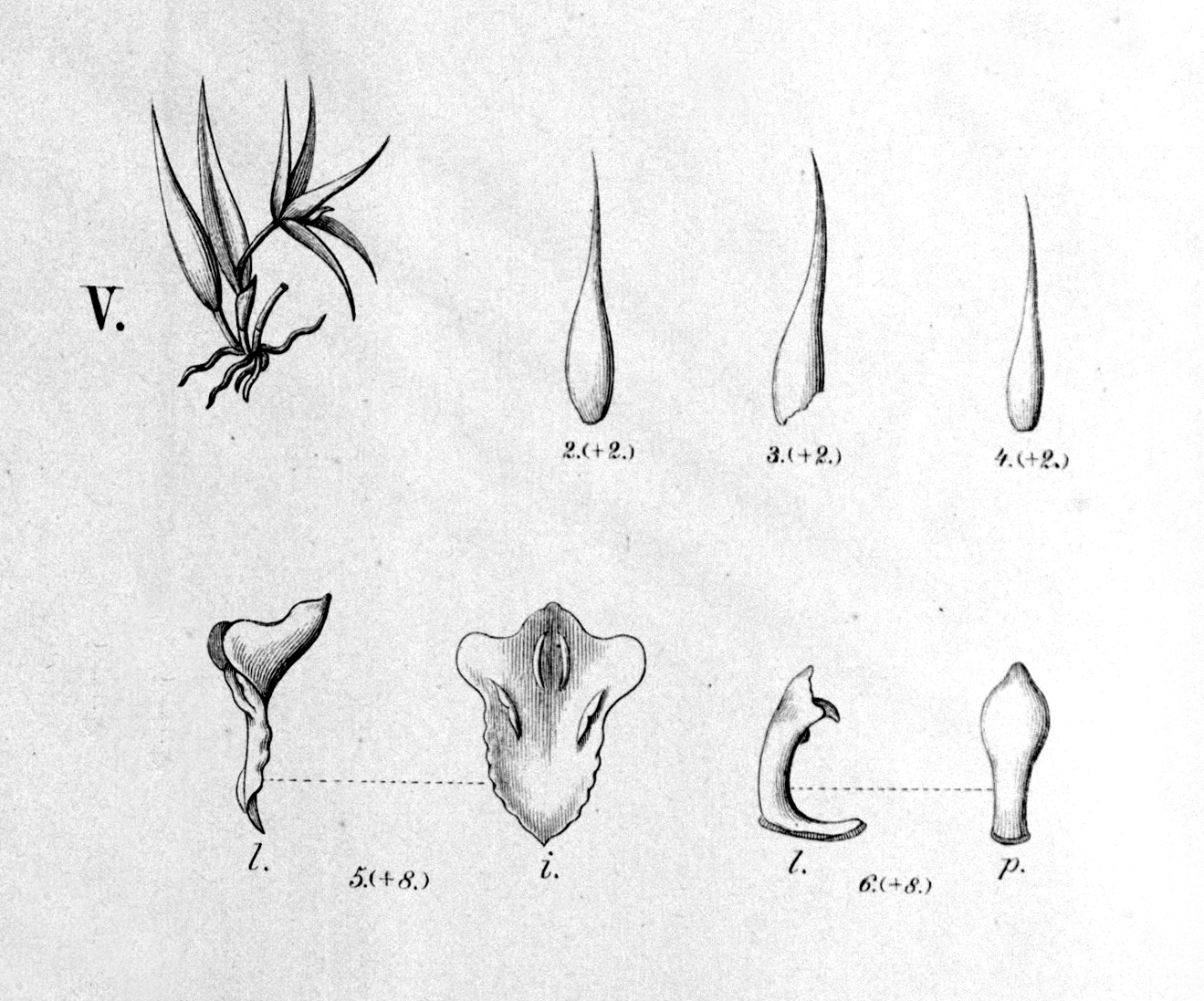
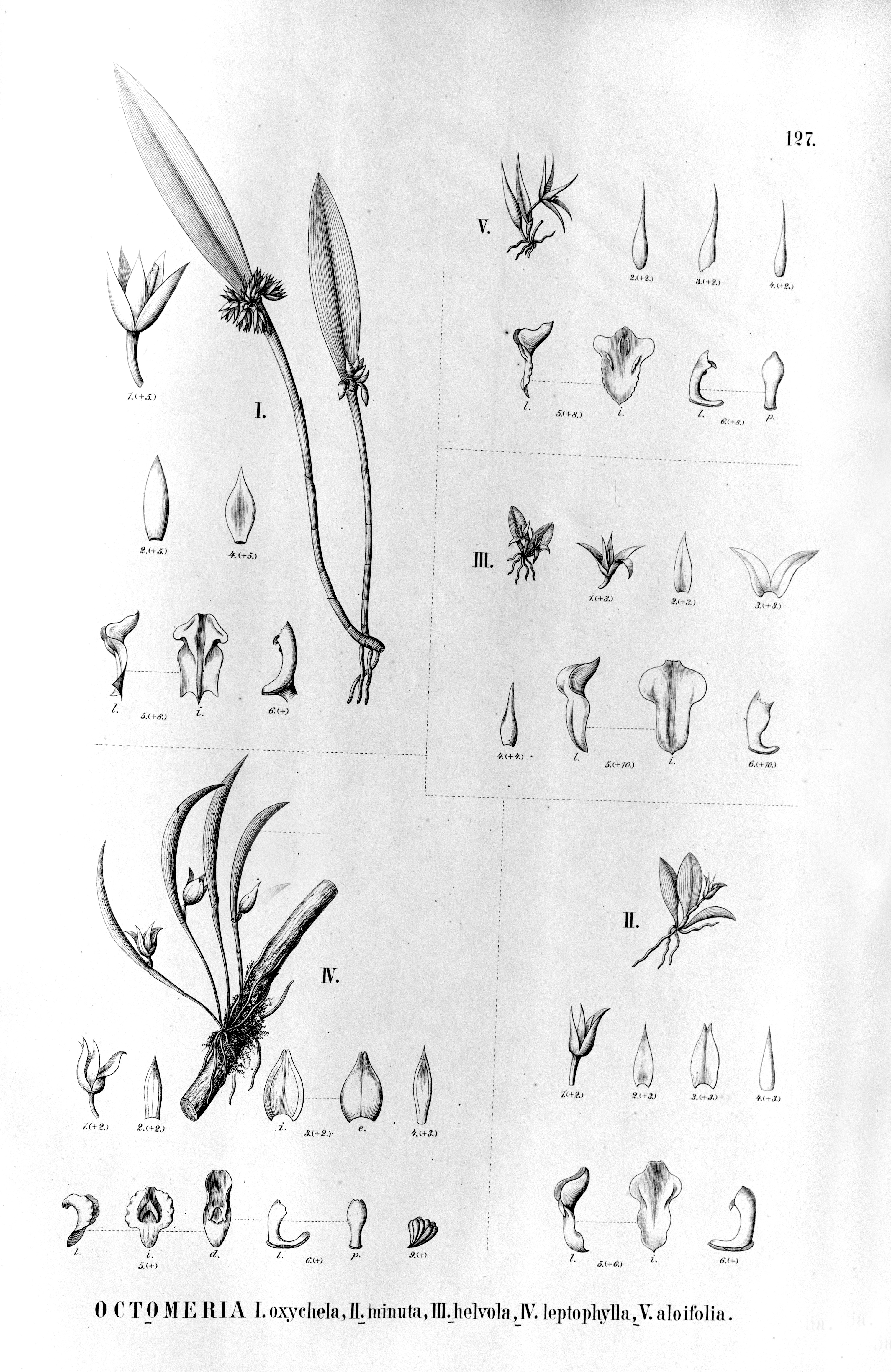